# Cronologia del colonialismo italiano

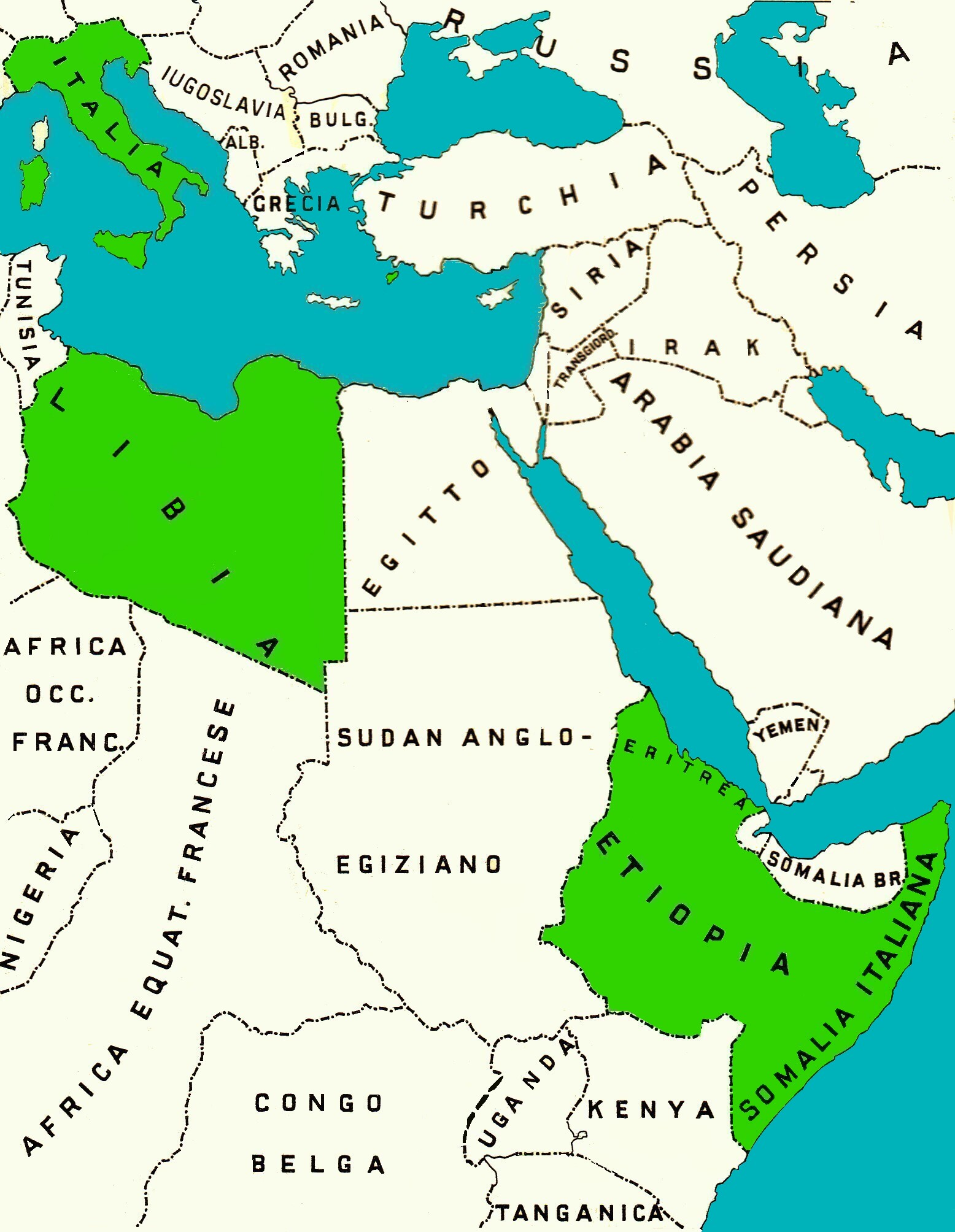
Impero coloniale italiano nel 1936

Segue una cronologia del colonialismo italiano.

## 1865
- Fondazione della colonia italo-africana di Sciotel, ad opera di Giovanni Giacinto Stella ed altri coloni. L'insediamento, privo dell'appoggio governativo, sarà abbandonato nel 1869.

## 1869
- 2 ottobre, il governo guidato da Luigi Federico Menabrea stipula un trattato segreto per comprare un terreno o una baia o una rada sulle coste dell'Africa o dell'Asia per far nascere il colonialismo italiano.
- 15 novembre, acquisto della Baia di Assab in Eritrea da parte della società Rubattino di Genova con il Contratto di acquisto della Baia di Assab.

## 1870
- febbraio, Giuseppe Sapeto diventa agente commerciale della società genovese Rubattino ad Assab.
- 13 marzo, la bandiera italiana viene issata per la prima volta ad Assab dopo tre salve di cannone della nave Africa e vengono fissati con dei pali in legno i confini del possedimento.
- 29 aprile, le truppe egiziane sbarcano ad Assab e distruggono la baracca edificata da Sapeto. Assab rimane abbandonata per il successivo decennio.

## 1879
- dicembre, il governo guidato da Agostino Depretis insedia un comandante nella Baia di Assab.

## 1881
- Schiaffo di Tunisi, la Tunisia diventa protettorato francese.

## 1882
- Il governo guidato da Agostino Depretis compra la Baia di Assab dalla Rubattino per 104.100 lire.

## 1885

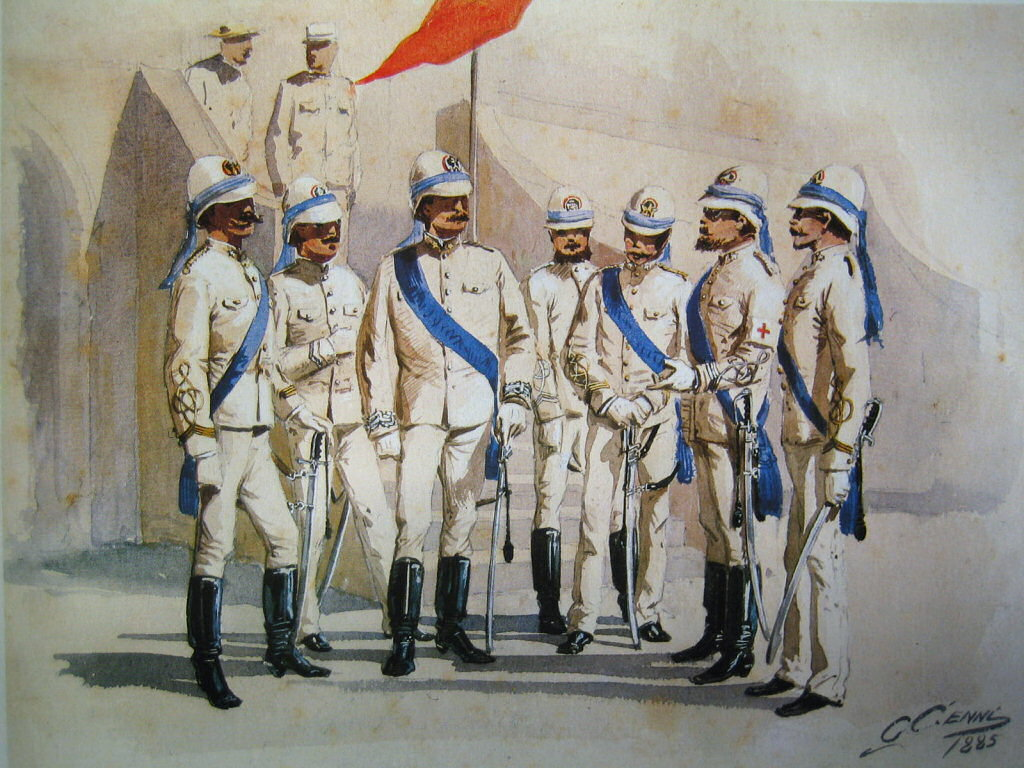
Dipinto di Quinto Cenni (1885) raffigurante un gruppo di ufficiali coloniali italiani

- 5 febbraio, occupazione di Massaua in Eritrea.
- Viene stipulato il primo accordo tra il sultano di Zanzibar e l'Italia per ottenere il protettorato sulla Somalia.
- agosto, occupazione di Saati a 30 km da Massaua.

## 1886
- novembre, occupazione di Uaà a 40 km a sud di Massaua, proteste del negus Giovanni IV d'Etiopia.

## 1887
- 25 gennaio, il ras Alula, generale del negus Giovanni IV d'Etiopia, attacca il presidio italiano di Saati, ma viene respinto.
- 26 gennaio, Battaglia di Dogali, 548 soldati italiani guidati dal colonnello Tommaso De Cristoforis, inviati in soccorso al presidio di Saati, sono sterminati dalle truppe irregolari del ras Alula a Dogali, 20 km a ovest di Massaua. Il presidio di Saati viene sgombrato.
- 8 novembre, giunge dall'Italia un corpo di spedizione di 20.000 uomini al comando del generale Alessandro Asinari di San Marzano.

## 1888
- 1º febbraio, rioccupazione del presidio di Saati.
- marzo, l'esercito del negus Giovanni giunge davanti Saati, fronteggiando le truppe del corpo di spedizione italiano. Si ritira incontrastato ai primi di aprile.
- 8 agosto, sconfitta italiana nella battaglia di Saganèiti ad opera di ribelli eritrei.

## 1889
- 8 febbraio, il sultanato di Obbia diviene un protettorato italiano.
- 2 maggio, Italia e Etiopia stipulano il Trattato di Uccialli, con cui viene riconosciuta dall'Etiopia la Colonia eritrea come colonia italiana e l'Etiopia "consente di servirsi" dell'Italia in politica estera.
- 7 aprile, il sultanato di Migiurtinia diviene un protettorato italiano.
- 26 luglio, le truppe del "barambaras" Kafil, fedeli all'Italia, occupano Cheren.
- 3 agosto, occupazione di Asmara.

## 1890
- Nasce la Colonia eritrea con capoluogo Massaua.

## 1892
- 12 agosto, accordo tra il sultano di Zanzibar e l'Italia, l'Italia riceve in affitto i porti di Uarscec, Mogadiscio, Merca, Brava e territori circostanti per 25 anni. Scaduti i 25 anni l'Italia poteva rinnovare la convenzione per altri 25. Il canone annuo da corrispondere al sultano era di 160.000 rupie, ridotte poi a 120.000

## 1893
- 21 dicembre, vittoria italiana nella battaglia di Agordat contro le truppe madhiste sudanesi.

## 1894
- 16 luglio, occupazione di Cassala in Sudan che passa alla Colonia eritrea.
- dicembre, rivolta nella regione eritrea dell'Acchelè-Guzai, repressa il 18 dicembre con la vittoria italiana sui ribelli a Balai.

## 1895
- gennaio, invasione italiana della regione di Tigrè.
- 12 gennaio, vittoria italiana nella battaglia di Coatit contro le truppe di Ras Mangascià, sovrano del Tigrè.
- marzo, occupazione di Adigrat, Aksum e Macallè.
- 9 ottobre, le truppe di ras Mangascià sono definitivamente disperse a Debra Ailà dopo un breve combattimento.
- 1º dicembre, inizio della Guerra di Abissinia contro l'Etiopia.
- 7 dicembre, Battaglia dell'Amba Alagi sull'Amba Alagi, il presidio italiano comandato dal Maggiore Pietro Toselli viene completamente annientato dall'esercito etiope.
- 20 dicembre, inizia l'assedio di Macallè.

## 1896
- 21 gennaio, il presidio di Macallè riceve l'ordine di consegnare il forte agli etiopi in cambio del salvacondotto per rientrare nelle linee italiane.
- febbraio, i madhisti iniziano l'assedio di Cassala.
- 1º marzo, Battaglia di Adua  tra le forze italiane, comandate dal tenente generale Oreste Baratieri, e l'esercito del negus Menelik II; pesante disfatta italiana e annientamento del corpo di spedizione. Il presidio di Adigrat è assediato dagli etiopi.
- 7 marzo, i madisthi levano l'assedio a Cassala.
- 4 maggio, le truppe italiane, ora al comando del generale Antonio Baldissera, levano il presidio di Adigrat dall'assedio.
- ottobre, con il trattato di Addis Abeba si conclude la Guerra di Abissinia, viene fissato parte del confine tra Colonia eritrea e Etiopia su Setit, ma non viene fissato il confine nella Dancalia.
- dicembre, un attacco etiope a Lugh (Somalia) viene respinto dagli italiani.

## 1897
- Il capoluogo della Colonia eritrea viene trasferito da Massaua ad Asmara.
- Il 25 dicembre l'Italia vende la piazza di Cassala (occupata per difendere l'Eritrea nel 1894 ma lontana dagli interessi italiani) all'Egitto (allora protettorato britannico).[1]

## 1902
- Dopo la Rivolta dei Boxer in Cina all'Italia viene garantita la concessione di Tientsin.

## 1905
- Nasce la Somalia italiana con capoluogo Mogadiscio
- 13 gennaio, accordo tra Italia e Regno Unito che rappresenta il sultano del Zanzibar, vengono riscattati quattro porti della Somalia e viene preso un affitto un terreno nella baia di Chisimaio.
- Congresso di Asmara

## 1906
- l'Italia ottiene dal sultano di Zanzibar la costa meridionale della Somalia, con i protettorati di Obbia e Migiurtinia.
- 24 agosto, vittoria italiana a Gilib contro i ribelli somali.

Nasce l'Istituto Coloniale Italiano (ICI)

## 1908
- 2 marzo, il capitano Vitali alla testa di 500 àscari batte a Dongab in Somalia i ribelli Bimal.
- 12 luglio, Il maggiore Di Giorgio occupa Merca, scontro a Merere con i ribelli e il villaggio viene incendiato dagli italiani.

## 1911
- 28 settembre, inizia la Guerra italo-turca contro l'Impero ottomano
- 5 ottobre, sbarcano a Tripoli in Libia 1.732 uomini comandati dal Capitano di Vascello Umberto Cagni.
- 17 ottobre, sbarco a Homs.
- 18 ottobre, sbarco a Bengasi.
- 25 ottobre, sbarco a Derna guidato dal comandante Vittorio Italico Zupelli.
- 4 dicembre, occupazione di Ain Zara a 10 km da Tripoli.

## 1912
- gennaio occupazione di Gargaresc a 6 km da Tripoli.
- 26 aprile, viene occupata l'isola di Stampalia nel Dodecaneso.
- 1º maggio, occupazione delle rovine di Leptis Magna.
- 2 maggio, vengono occupate le isole di Scarpanto, Caso, Piscopi, Nisiro, Calimno, Lero, Patmos, Coo, Simi e Calchi nel Dodecaneso.
- 1º agosto, occupazione di Uanle Uen in Somalia.
- 18 ottobre, Col Trattato di Ouchy viene riconosciuta l'occupazione italiana del Dodecaneso e della Libia.

## 1913
- 19 luglio, occupazione di Bur Acaba e di Iscia Baidoa in Somalia. Tutta la Somalia italiana è occupata.

## 1914
- Nasce la Colonia del Dodecaneso con capoluogo Rodi.
- 30 ottobre 1914, occupazione dell'isola di Saseno in Albania
- 2 dicembre, parte la colonna Giannini da Ghat per occupare Gadames

## 1915
- 15 gennaio, uno dei figli di Ser-en-Nassen, fiduciario dell'Italia nella Sirtica, unitosi ad altri capi della regione, attacca il presidio italiano di Raddum in Libia.
- 8 febbraio, un migliaio di ribelli presso Bungen in Libia attacca una colonna italiana di cammelli scortata da 300 armati, ma viene respinta.
- 11 febbraio, ritiro da Bangen a Beni Ulid della colonna Gianninazzi.
- 11 febbraio, tentativo di conquista senussita di Taorga in Libia.
- 18 febbraio, rioccupazione di Gadames della colonna Giannini partita da Ghat
- aprile, la colonna Gianninazzi ripiega su Misda, la colonna Miani marcia verso Casr-Bu-Hadi dove si concentravano i ribelli.
- 26 aprile, Patto di Londra con la promessa di eventuali compensi territoriali in Africa. La colonna Miani raggiunge Sirte.
- 28 aprile, battaglia di Casr-Bu-Hadi, vittoria dei ribelli, il presidio di Beni Ulid rimane isolato.
- 12 maggio, una colonna che si spostava da Misurata a Misurata Marina è costretta a rientrare in città.
- 23 maggio, il presidio di Taorga rimane bloccato.
- giugno, il governatore Tassoni propone di tenere le città di Misurata Marina, Homs, Zuara e Tripoli. Il ministro delle Colonie propone di tenere anche Gharian e Jefren.
- 4 luglio, tutti i presidi in Libia sono sulla costa, l'interno è nelle mani dei Senussi
- 6 luglio, la colonna Nigra dal presidio di Jefren ripiega su Zuara.
- 8 luglio, il presidio di Gharian si ritira ad Azizia.
- agosto, in Tripolitania e Fezzan rimangono all'Italia solo Tripoli e Homs.

## 1919
- 18 gennaio, Conferenza di pace di Parigi la zona di Adalia passa all'Italia
- 29 luglio, Trattato tra Italia e Grecia in cui l'Italia rinunciava alla zona di Adalia e alle isole del Dodecaneso salvo Rodi. Ma tranne per la zona di Adalia il Dodecaneso rimane in mano all'Italia.

## 1920
- 2 agosto, accordo tra Italia e Albania per le pretese italiane su Valona.
- 10 agosto, Trattato di Sèvres tra potenze alleate e Turchia, l'isola di Castelrosso passa dalla Francia all'Italia integrata nel Dodecaneso. la concessione austroungarica a Tientsin in Cina viene unita alla concessione italiana di Tientsin.
- 18 settembre, accordo di Tirana con l'Albania, Saseno diventa italiana.

## 1922
- Rettifica del confine in Libia tra Italia e Francia (Striscia di Aozou) intorno a Gadames, Ghat e Tummo e una piccola parte del Sudan al confine con la Libia e il Ciad passa all'Italia, promessi dal Patto di Londra.
- 10 aprile, riconquista di Gadames.

## 1923
- 29 agosto, Crisi di Corfù, occupazione dell'isola di Corfù
- 27 settembre, Crisi di Corfù, su pressione della Società delle Nazioni l'Italia si ritira dall'isola di Corfù

## 1924
- 15 luglio, Protocollo italo-inglese, l'Oltregiuba passa dal Kenya inglese all'Italia.
- 24 novembre, rioccupazione di Sirte. Tutta la Tripolitania e la Cirenaica sono occupate con il Fezzan.

## 1926
- 30 giugno, l'Oltregiuba entra a far parte della Somalia italiana.

## 1928
- Trattato di pace di Addis Abeba tra Italia e Etiopia riguardante il confine tra Etiopia e Somalia italiana.
- 6 gennaio, vengono usati per la prima volta gas tossici in Libia usando bombe al fosgene contro la tribù ribelle di Mogarba.

## 1930
- 31 luglio, vengono lanciate bombe all'iprite sull'oasi di Tazerbo in Libia.

## 1931
- 11 settembre, il capo della rivolta antititaliana in Cirenaica, Omar al-Mukhtar è avvistato nella piana di Got-Illfù dall'aviazione italiana e viene catturato.
- 15 settembre, Omar al-Mukhtar viene condannato a morte nel Palazzo Littorio di Bengasi.
- 16 settembre, Viene eseguita la condanna a morte a Omar al-Mukhtar a Soluch, 56 km da Bengasi.

## 1934
- Incidente di Ual Ual al confine tra Somalia italiana e Etiopia.

## 1935
- Trattato Mussolini-Laval: il villaggio di Rahayta e il suo territorio adiacente fino al fiume Wenz passa dalla Somalia francese (Francia) alla Colonia eritrea (Italia), mentre la Striscia di Aozou con il villaggio di Aozou passa dal Ciad (Francia) alla Libia italiana come parte del Territorio Militare del Sud.
- 2 ottobre, Comincia la Guerra d'Etiopia.
- 6 ottobre, Occupazione di Adua.
- 18 ottobre, Sanzioni della Società delle Nazioni contro l'Italia.

## 1936
- gennaio, Occupazione di Macallè.
- 29 marzo, Bombardamento di Harar.
- 31 marzo, Battaglia di Mai Ceu, le forze etiopi sono sconfitte.
- 2 maggio, Hailé Selassié abbandona la capitale Addis Abeba.
- 5 maggio, Il Maresciallo d'Italia Pietro Badoglio occupa Addis Abeba, tutta l'Etiopia è occupata.
- 7 maggio, Fine della Guerra d'Etiopia, l'Italia annette ufficialmente l'Etiopia e il re Vittorio Emanuele III acquisisce anche il titolo di Imperatore d'Etiopia.
- 9 maggio, Viene ufficialmente proclamata la nascita dell'Impero italiano. Si costituisce l'Africa Orientale Italiana, vicereame diviso in 6 governi di cui 4 facenti parte dell'ex Impero d'Etiopia.
- 16 agosto, Inizia la battaglia di Maiorca che porterà all'occupazione italiana di Maiorca il 4 settembre con la fine della battaglia.

## 1937
- Apertura della Via Balbia in Libia che collega dal confine con la Tunisia al confine con l'Egitto.
- 19 febbraio, durante una cerimonia per festeggiare la nascita del principe di Napoli Vittorio Emanuele di Savoia nel palazzo del viceré ad Addis Abeba alla quale erano stati invitati i notabili locali ci fu un attentato rivendicato da un gruppo nazionalista etiope. Forte repressione da parte del viceré Rodolfo Graziani e furono uccisi tra i 5.000 e i 30.000 etiopi come rappresaglia.
- 11 dicembre, L'Italia esce dalla Società delle Nazioni.

## 1938
- 11 novembre, il Governatorato di Addis Abeba viene abolito e si trasforma in Governatorato dello Scioa.

## 1939
- 7 aprile, occupazione del Regno d'Albania e fuga di re Zog I da Tirana.
- 11 aprile, termina dopo quasi tre anni l'occupazione italiana di Maiorca in seguito agli accordi di Pasqua.
- 12 aprile, Vittorio Emanuele III Re d'Italia e Imperatore d'Etiopia riceve il titolo di Re d'Albania.

## 1940
- 10 giugno, Mussolini dichiara guerra alla Gran Bretagna e alla Francia, inizia la guerra per l'Italia anche nelle colonie con la Campagna Alleata in Africa Orientale nell'Africa Orientale Italiana e in Libia.
- 28 giugno, Italo Balbo, governatore della Libia e comandante superiore italiano in Nordafrica, viene abbattuto per errore dalla contraerea di Tobruch.
- 16 luglio, truppe italiane penetrano nel Kenya britannico.
- 3 agosto,truppe italiane invadono il Somaliland britannico dall'Etiopia.
- 19 agosto, conquista di Berbera, capoluogo del Somaliland britannico.
- 28 ottobre, l'Italia invade la Grecia partendo dall'Albania e dal Dodecaneso.

## 1941
- 19 gennaio Truppe britanniche attaccano gli italiani in Eritrea.
- 21 gennaio Truppe britanniche e australiane attaccono Tobruch.
- 22 gennaio Tobruch in Libia cade in mano britannica, per la prima volta l'Italia perde nelle colonie.
- 6 febbraio Truppe britanniche entrano a Bengasi.
- 11 febbraio La Cirenaica è in difficoltà, a sostegno degli italiani, arrivano in Libia Erwin Rommel e due divisioni dell'Afrikakorps.
- 26 febbraio Truppe britanniche entrano a Mogadiscio, nell'Africa Orientale Italiana.
- 21 marzo cade l'Oasi di Giarabub: l'Italia perde la Cirenaica
- 27 marzo Cade Cheren nel Governatorato dell'Eritrea.
- 3 aprile Le truppe italiane riconquistano Bengasi.
- 6 aprile Truppe tedesche, italiane, ungheresi e romene attaccano la Jugoslavia e la Grecia in soccorso degli italiani.
- 12 aprile Le truppe italiane riconquistano Sollum.
- 17 aprile La Jugoslavia firma la resa e viene suddivisa tra i vincitori. All'Italia vengono dati tutti i territori di etnia albanese parte della Grande Albania compreso il Kosovo e il Montenegro con il Sangiaccato di Novi Pazar.
- 21 aprile, Rese della Grecia all'Italia, alla Bulgaria e alla Germania, l'Italia ottiene il controllo di 3/4 della Grecia.
- 5 maggio L'Imperatore d'Etiopia Hailé Selassié entra ad Addis Abeba, da dove gli Italiani sono stati cacciati.
- 19 maggio, dopo un tentativo di resistenza sull'Amba Alagi, il viceré Amedeo d'Aosta, si arrese con l'onore delle armi.
- 13 luglio In Montenegro prima rivolta popolare in Europa contro l'occupazione italiana.
- 21 novembre Si spegne l'ultima resistenza del caposaldo di Culquaber.
- 28 novembre Si arrende il generale Guglielmo Nasi a Gondar in Etiopia. Tranne le truppe indigene al seguito di Amedeo Guillet l'Africa Orientale Italiana e i territori limitrofi già occupati è persa.
- 11 dicembre La Germania e l'Italia dichiarano guerra agli Stati Uniti.

## 1942
- inizio 1942 La Guerriglia italiana in Africa Orientale fa sollevare le popolazioni indigene Azebo Galla residenti nella regione della Galla Sidama.
- 1º luglio-31 luglio - Prima battaglia a El Alamein in Egitto tra le forze italo-tedesche e quelle britanniche.
- 23 ottobre Inizio della Seconda battaglia di El Alamein.
- 3 novembre Seconda battaglia di El Alamein. Rommel ordina il ripiegamento delle truppe superstiti verso il confine egiziano-libico, poi lo attraversa e si stabilisce in Cirenaica.
- 6 novembre Seconda battaglia di El Alamein, i resti della Divisione Folgore, in ritirata da El Alamein, si arrendono agli inglesi dopo aver distrutto le proprie armi rese inutili dall'esaurimento delle munizioni.
- 8 novembre L'operazione degli alleati Torch truppe americane sbarcano in Marocco e Algeria. In risposta, truppe italo-tedesche occupano la Tunisia francese.

## 1943
- 23 gennaio Tripoli è occupata dai britannici. Tutta la Libia è persa. Rimane solo la Tunisia ex francese.
- 11 maggio Cade Capo Bon in Tunisia, l'Italia ha perso tutte le ex colonie africane.
- 13 maggio L'Afrikakorps tedesco e le truppe italiane si arrendono in Tunisia.
- 8 settembre Si arrendono tutte le forze italiane che combattono in Europa e passano ai partigiani, come in Jugoslavia o in Grecia, o si costituiscono alle truppe tedesche. Rimane solo il governatore del Dodecaneso senza alcun potere effettivo.

## 1947
- 10 febbraio Con il Trattato di Parigi l'Italia perde tutte le colonie, tranne la Somalia italiana che si decide di mettere sotto amministrazione fiduciaria italiana dal 1950 al 1960.

## 1950
- 1º gennaio La Somalia italiana tramite le Nazioni Unite viene affidata in amministrazione fiduciaria all'Italia con il nome di Amministrazione fiduciaria italiana della Somalia.

## 1960
- 1º luglio Viene ammainata la bandiera italiana a Mogadiscio e, dopo quasi cento anni ha definitivamente termine in Africa Orientale e nel mondo il colonialismo italiano. La Somalia italiana si unisce al Somaliland per formare la Somalia indipendente.